# Ecnomiohyla phantasmagoria
Ecnomiohyla phantasmagoria là một loài ếch thuộc họ Nhái bén.
Loài này có ở Colombia và Ecuador.
Môi trường sống tự nhiên của chúng là rừng ẩm vùng đất thấp nhiệt đới hoặc cận nhiệt đới.
Chúng hiện đang bị đe dọa vì mất môi trường sống.